# Chunsoft
Chunsoft (チュンソフト, Chunsofuto) était une société japonaise de développement et d'édition de jeux vidéo fondée en 1984 par Kōichi Nakamura. Notamment spécialisée dans le jeu vidéo de rôle et le Visual novel, l'entreprise est surtout connue pour sa série Donjon mystère, les cinq premiers épisodes de la franchise Dragon Quest, et ses jeux d'aventure graphique de type Sound novel, tel 428: Fūsa Sareta Shibuya de.
La compagnie fusionne avec Spike le 1er avril 2012 pour devenir Spike Chunsoft.

## Historique
Chunsoft est fondée par Kōichi Nakamura, un designer de jeux vidéo pour Enix. Le nom de l'entreprise provient de Chun, un personnage qui apparait dans le Door Door, le premier jeu conçu par Nakamura pour Enix.

## Liste de jeux

### Game Boy
- Fushigi no Dungeon: Fuurai no Shiren GB

### Game Boy Advance
- Kamaitachi no Yoru Advance
- Monster Battle Soccer
- Pokémon : Donjon mystère - Équipe de secours rouge
- Shiren Monsters: Netsal
- Torneko no Daibouken 2: Fushigi no Dungeon
- Torneko no Daibouken 3: Fushigi no Dungeon

### Game Boy Color
- Mysterious Dungeon: Shiren the Wanderer GB2

### GameCube
- Homeland

### Nintendo 64
- Fushigi no Dungeon: Fuurai no Shiren 2 - Oni Shuurai! Siren-jō!

### Nintendo Entertainment System
- Dragon Quest
- Dragon Quest II
- Dragon Quest III
- Dragon Quest IV

### Nintendo DS
- Mystery Dungeon: Shiren the Wanderer
- Pokémon : Donjon mystère - Équipe de secours bleue
- Pokémon : Donjon mystère - Explorateurs du temps et de l'ombre
- 999: Nine Hours, Nine Persons, Nine Doors
- Pokémon : Donjon mystère - Explorateurs du ciel

### Nintendo Wii
- Fushigi no Dungeon: Furai no Shiren 3: Karakuri Yashiki no Nemuri Hime

### PlayStation
- Otogirisou (Sound Novel Evolution 1 - Otogirisou Sosei-Hen)
- Kamaitachi no Yoru (Sound Novel Evolution 2 - Kamaitachi No Yoru -- Tokubetsu-Hen)
- Machi (Sound Novel Evolution 3: Machi: Unmei no Kousaten)
- Torneko no Daibouken 2: Fushigi no Dungeon

### PlayStation 2
- 3 Nen B Gumi Kinpachi Sensei: Densetsu no Kyoudan ni Tate!
- 3 Nen B Gumi Kinpachi Sensei: Densetsu no Kyoudan ni Tate! Perfect Edition
- Kamaitachi no Yoru 2: Kangokushima no Warabe Uta
- Kamaitachi no Yoru×3: Mikadukijima Jiken no Shinsou
- Torneko no Daibouken 3: Fushigi no Dungeon

### PlayStation 3
- Imabikisō

### PlayStation Portable
- Kamaitachi no Yoru 2: Kangokushima no Warabe Uta
- Kamaitachi no Yoru×3: Mikadukijima Jiken no Shinsou
- Machi

### PlayStation Vita
- Zero Escape: Virtue's Last Reward
- Shin Kamaitachi no Yoru: 11-nin-me no Suspect

### Sega Saturn
- Machi

### Super Nintendo
- Dragon Quest V
- Fushigi no Dungeon 2: Fuurai no Shiren
- Kamaitachi no Yoru
- Otogirisou
- Torneko no Daibouken: Fushigi no Dungeon

### Wii
- Shiren the Wanderer
- Imabikisō
- 428: Fūsa Sareta Shibuya de